# Sääre (Saaremaa)
Sääre (Duits: Zerell) is een spookdorp in de Estlandse gemeente Saaremaa, provincie Saaremaa. De plaats ligt op de zuidpunt van het schiereiland Sõrve en telt al sinds 2011 geen inwoners meer. Ook op 31 december 2021 was het aantal inwoners 0. In 2000 woonden er nog 20 mensen.
Tot in oktober 2017 viel Sääre onder de gemeente Torgu. In die maand werd Torgu bij de fusiegemeente Saaremaa gevoegd.
Bij Sääre staat de vuurtoren van Sõrve. Op heldere dagen is vanaf dit punt de kust van Koerland te zien.

## Geschiedenis
Sääre werd voor het eerst genoemd in 1390 onder de naam Zerl. In 1527 werd een landgoed Sääre genoemd. Op het eind van de 19e eeuw werden het landgoed van Sääre en dat van Mõntu samengevoegd tot een landgoed Olbrüki (Duits: Olbrück).
De buurdorpen Karuste, Läbara en Maantee maakten tussen 1977 en 1997 deel uit van Sääre.